# Aeroporto Internazionale di Gaza
L'Aeroporto internazionale Yasser Arafat (in arabo: مطار ياسر عرفات الدول, traslitterato: Matar Yasir 'Arafat ad-Dowaly), precedentemente noto come Aeroporto internazionale di Gaza e Aeroporto internazionale Dahaniya (in inglese rispettivamente Gaza International Airport e Dahaniya International Airport), era il più grande aeroporto palestinese.

## Storia
Inaugurato nel novembre del 1998 fu l'unico aeroporto commerciale dell'exclave palestinese ed era situato nella parte meridionale della Striscia di Gaza, nei pressi del confine con l'Egitto. L'aerostazione poteva gestire fino a 700.000 passeggeri all'anno ed il sedime aeroportuale copriva un'area di 450 ettari. Era gestito dalla Palestinian Civil Aviation Authority in congiunzione con il governo israeliano. Fu base della Palestinian Airlines fino alla sua chiusura.
Con l'inizio della Seconda intifada nel febbraio del 2001 il governo israeliano predispose la chiusura al traffico commerciale permettendo nei mesi a seguire solo alcuni voli istituzionali di Yasser Arafat. Il 4 dicembre 2001 la torre di controllo e la stazione radar andarono distrutte durante il bombardamento da parte dell'esercito israeliano (IDF) il quale con una serie di incursioni aeree e terrestri il 10 gennaio 2002 con delle ruspe demolì la pista per rappresaglia per l'uccisione di soldati israeliani da parte di membri dell'organizzazione terroristica palestinese Hamas e siglando la chiusura definitiva dell'aeroporto.

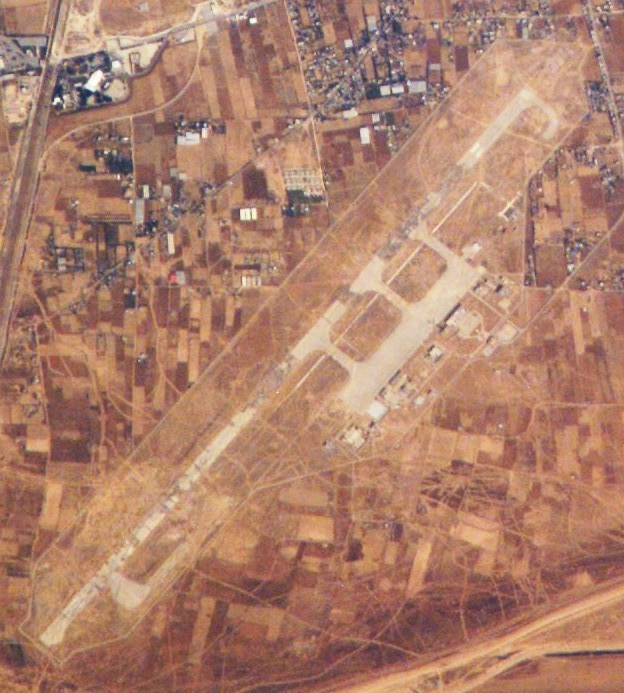
Vista satellitare nel 2008.